# Flacey-en-Bresse
Flacey-en-Bresse är en kommun i departementet Saône-et-Loire i regionen Bourgogne-Franche-Comté i östra Frankrike. Kommunen ligger i kantonen Cuiseaux som tillhör arrondissementet Louhans. År 2022 hade Flacey-en-Bresse 412 invånare.

## Befolkningsutveckling
Antalet invånare i kommunen Flacey-en-Bresse
| Referens: INSEE |